# かっぱ寿司
かっぱ寿司（かっぱすし）は、カッパ・クリエイト株式会社が運営する回転寿司チェーンである。コロワイドグループに属する。本項では運営会社のカッパ・クリエイト（初代および2代）についても記述する。
本社は神奈川県横浜市西区（コロワイド本社と同じ場所）に所在する。創業地は長野県長野市で、かつては長野県や埼玉県に本社を置いていた。

## 概要
かっぱ寿司の名の由来は、1979年（昭和54年）に創業者の徳山淳和が長野市西和田1丁目で第1号店を開業した際、コンベアの回転では他の店と同じだと考え、水流で回していたことによる。その浮かぶ様が河童の皿に見えたことから名付けられた。また当初は水流を使用するため、薄いプラスチックの小皿ではなく寿司桶を回していた。ただしこの創業時のエピソードと店名の由来については、カッパ・クリエイトの広報担当者は2018年4月26日のITmediaの取材に対し「そのように言われていることは認識しております（現時点では、事実かどうかは確認できません）」と回答している。
1979年から回転寿司「かっぱ寿司」のチェーン展開を開始、1996年に手打ちうどんの株式会社得得（とくとく）を子会社化、1999年4月より「かっぱ寿司」の大型店を出店開始。2003年には惣菜を扱う新業態として「かっぱ厨房」を開始するなど、業容拡大を積極的に進めた。一般の回転寿司店よりも店内を広く座席も多く取り、寿司を一皿108円均一（税込。開始当時は消費税施行前につき100円）で提供したことから経営が上向いた。1994年（平成6年）にはかっぱ寿司は回転寿司1位であったが、スシロー、くら寿司、はま寿司といった競合他社が店舗オペレーションの機械化・IT化を図りつつ台頭してきたことにより首位の座を奪われ、競争の激しい回転寿司業界で「一人負け」の形となった。かつては業界首位であったが、2011年（平成23年）にスシローに抜かれ、その後はくら寿司、はま寿司にも抜かれ業界4位に転落。
2014年（平成26年）にコロワイドに買収され、立て直しを図った。その一因は2012年からの経営合理化による利益率向上のための原価率圧縮にあるとされ、「おいしくない」「ネタが小さい」などの悪評が広がり客足が遠のいたとされる。売上原価率では43.7%と低かった（2014年第二四半期。スシローが同時期48.3%）。後の2017年、4-6期には原価率を48.5%まで引き上げたものの、既存店の客数は減少を続けた。
2013年11月29日、同業第5位である栃木県宇都宮市に本社を置く元気寿司と、早ければ来年度中に経営統合をすることを前提に業務提携すると発表。また同日付で、筆頭株主であるコメ卸最大手である神明の藤尾益雄社長がカッパHDの代表取締役会長兼社長に、元気寿司社長である法師人尚史が社長執行役員に就任した。
しかし、2014年10月2日の日本経済新聞に元気寿司との経営統合交渉を一度白紙に戻し、その上でコロワイドからの株式公開買付け（TOB）や第三者割当増資を受け、コロワイド傘下に収め経営を再建すると報じられた。その背景としては、現在の両社の筆頭株主で統合を推進してきた神明ホールディングからの支援を受けている両社双方の経営統合交渉が思うように進まず、客足が伸び悩み、既存店売上が2014年6月以後、2013年の同月実績を下回る状態が続いていたことを挙げている。その報道に対し同日カッパ・クリエイトホールディングス側は「決定した事実はない」としていたが、同月27日に元気寿司との業務提携解消および、神明ホールディングとの資本提携解消。コロワイドの完全子会社のSPCカッパによるTOBに応じることを正式発表した。同年12月4日に、SPCカッパによるTOBと第三者割当増資引受けの結果、コロワイドの連結子会社となった。同月17日、代表取締役はコロワイド出身の五十嵐茂樹に交代した。
2015年10月1日、中間持株会社となっていたカッパ・クリエイトホールディングス株式会社は、事業子会社のカッパ・クリエイト株式会社を吸収合併し、カッパ・クリエイト株式会社に商号変更した。
2017年6月には、平日午後2時から5時までの食べ放題を試験導入、同年11月には一部店舗で寿司1皿50円（1貫）での提供を始めた。

## 沿革
- 1973年（昭和48年）8月 - 創業者の徳山淳和が、長野県長野市にて株式会社ジェム・エンタープライズを設立。寿司の製造販売とミスタードーナツのフランチャイズ展開を始める。
- 1978年（昭和53年）6月 - 株式会社ジェム・エンタープライズの寿司部門を独立させ、有限会社長野フーズを設立。
- 1979年（昭和54年）8月 - 回転寿司店「かっぱ寿司」の1号店を長野市西和田に出店し、チェーン展開を開始。
- 1983年（昭和58年）
  - 4月 - 有限会社長野フーズから有限会社日伸食品へ商号変更。
  - 8月 - 有限会社日伸食品を組織変更して、株式会社日伸食品を設立。
- 1984年（昭和59年）11月 - 関東地方に進出、埼玉県八潮市に出店。
- 1988年（昭和63年）
  - 1月 - 株式会社日伸食品から株式会社ニッシンへ商号変更。
  - 2月 - 埼玉県大宮市に本社を建設して移転。
- 1991年（平成3年）12月 - 株式会社ティ・エム・ティを買収し完全子会社化、後にカッパ・クリエイト株式会社（初代）へ商号変更。
- 1992年（平成4年）6月 - カッパ・クリエイト株式会社（初代）を形式上の存続会社として、株式会社ニッシンを吸収合併。
- 1994年（平成6年）12月16日 - 株式を店頭登録市場（現・ジャスダック）に店頭公開[7]。
- 1996年（平成8年）1月 - 手打ちうどんの株式会社得得を完全子会社化[6]。
- 1999年（平成11年）4月 - 「かっぱ寿司」の大型店舗を出店開始[6]。
- 2003年（平成15年）
  - 日付不明 - 惣菜店「かっぱ厨房」の展開開始[6]。
  - 2月 - 株式会社家族亭と業務・資本提携。
  - 5月 - 子会社のKGアセット・マネジメント株式会社を設立。後にカッパ・クリエイト株式会社（2代）へ商号変更。
  - 11月 - 東京証券取引所第1部に上場。
- 2006年（平成18年）
  - 5月24日 - 株式会社エーエム・ピーエム・近鉄（後の株式会社エーエム・ピーエム・関西）の株式を取得し、持分法適用会社化。
  - 5月31日 - 株式会社得得のうどん事業を家族亭へ事業譲渡。
- 2007年（平成19年）
  - 3月8日 - 株式会社ゼンショーと資本業務提携契約を締結。
  - 3月23日 - 提携契約に従い、株式会社ゼンショーに対する第三者割当増資を実施し、ゼンショーが31.09%を保有する筆頭株主となる。
  - 5月 - 株式会社得得（現・株式会社F.デリカ得得）の株式を売却。
  - 7月14日 - 中国産ウナギの安全性問題により「うなぎ」「うなとろ軍艦」を販売終了。一部店舗では焼穴子を販売開始。のちにうなぎのみ販売再開。
  - 10月26日 - 株式会社ゼンショーとの資本業務提携を凍結。
- 2008年（平成20年）
  - 3月1日 - 全店舗の生ビール・ビンビールをキリンからサントリーに変更し、価格も約100円値上げ。
  - 4月16日 - 広島県に進出。
  - 5月7日 - 福岡県に進出、九州エリアに初進出。
  - 8月 - 株式会社エーエム・ピーエム・関西の株式を追加取得し、連結子会社化。
  - 8月14日 - 株式会社ゼンショーとの資本業務提携を解消し、株式会社ゼンショーが保有するカッパ・クリエイト（初代）の株式31.09%のうち20.59%を自己株式立会外買付取引で買い付けることを発表。
  - 8月15日- カッパ・クリエイト（初代）がゼンショーの持分法適用会社から外れる。
- 2009年（平成21年）4月 - 韓国にカッパ・クリエイトコリア株式会社を設立。
- 2010年（平成22年）12月 - F.デリカッパ株式会社を設立。
- 2011年（平成23年）
  - 3月 - 株式会社ジャパンフレッシュを連結子会社化する。
  - 4月 - 株式会社エーエム・ピーエム・関西がファミリーマートへ吸収合併される[注釈 1]。
- 2012年（平成24年）
  - 9月1日 - カッパ・クリエイト株式会社（初代）がカッパ・クリエイトホールディングス株式会社へ商号変更し持株会社へ移行。国内かっぱ寿司は100％子会社のカッパ・クリエイト株式会社（2代）に会社分割で承継させる。
  - 10月 - カッパ・クリエイト・サプライ株式会社を設立。
- 2013年（平成25年）
  - 11月29日 - 元気寿司と、早ければ2014年度中に経営統合をすることを前提に業務提携すると発表。
  - 2月6日 - モバイルサイトを開設（関東圏で開始、2月24日に全国展開）、同時にモバイル会員も募集開始。
- 2014年（平成26年）
  - 10月2日 - 同日付の日本経済新聞にコロワイドからの株式公開買い付けなどを受け、同社傘下に入るとともに、元気寿司との経営統合交渉を一度白紙に戻すことが報じられる[12]。その報道に対しカッパ・クリエイトホールディングス側は「決定した事実はない」と発表した[14]。
  - 10月27日 - 元気寿司との経営統合交渉の白紙化と、コロワイドからの株式公開買い付けにより同社傘下に入る方針であることを正式発表した[15][16][17]。
  - 12月4日 - コロワイドの完全子会社である株式会社SPCカッパが、株式公開買付けと第三者割当増資引き受けで過半数の株式を取得。コロワイドが親会社となる。
  - 12月17日 - 神奈川県横浜市西区へ本社を移転（コロワイド本社と同じ場所）。
- 2015年（平成27年）
  - 5月11日 - 会計時の支払い方法に各種クレジットカードや電子マネーが利用可能となる。
  - 10月1日 - カッパ・クリエイトホールディングス株式会社が100%子会社のカッパ・クリエイト株式会社（2代）を吸収合併し[21]、カッパ・クリエイト株式会社（3代、初代と法人格は同一）に商号変更[22]。カッパ・クリエイト・サプライ株式会社が、F.デリカッパ株式会社及び株式会社ジャパンフレッシュを吸収合併し、株式会社ジャパンフレッシュに商号変更[25]。
- 2016年（平成28年）10月1日 - コーポレートロゴを変更。
- 2017年（平成29年）
  - 6月13日～7月14日 - 一部の店舗で平日午後2時から5時までの限定で食べ放題を試験的に実施[23]。
  - 11月 - 一部店舗で寿司1皿50円（1貫）での提供を始める[8][24]。
- 2018年（平成30年）3月 - カッパ・クリエイトコリア株式会社の保有全株式を株式会社レインズインターナショナルへ譲渡。

## 店舗展開と「すし特急」

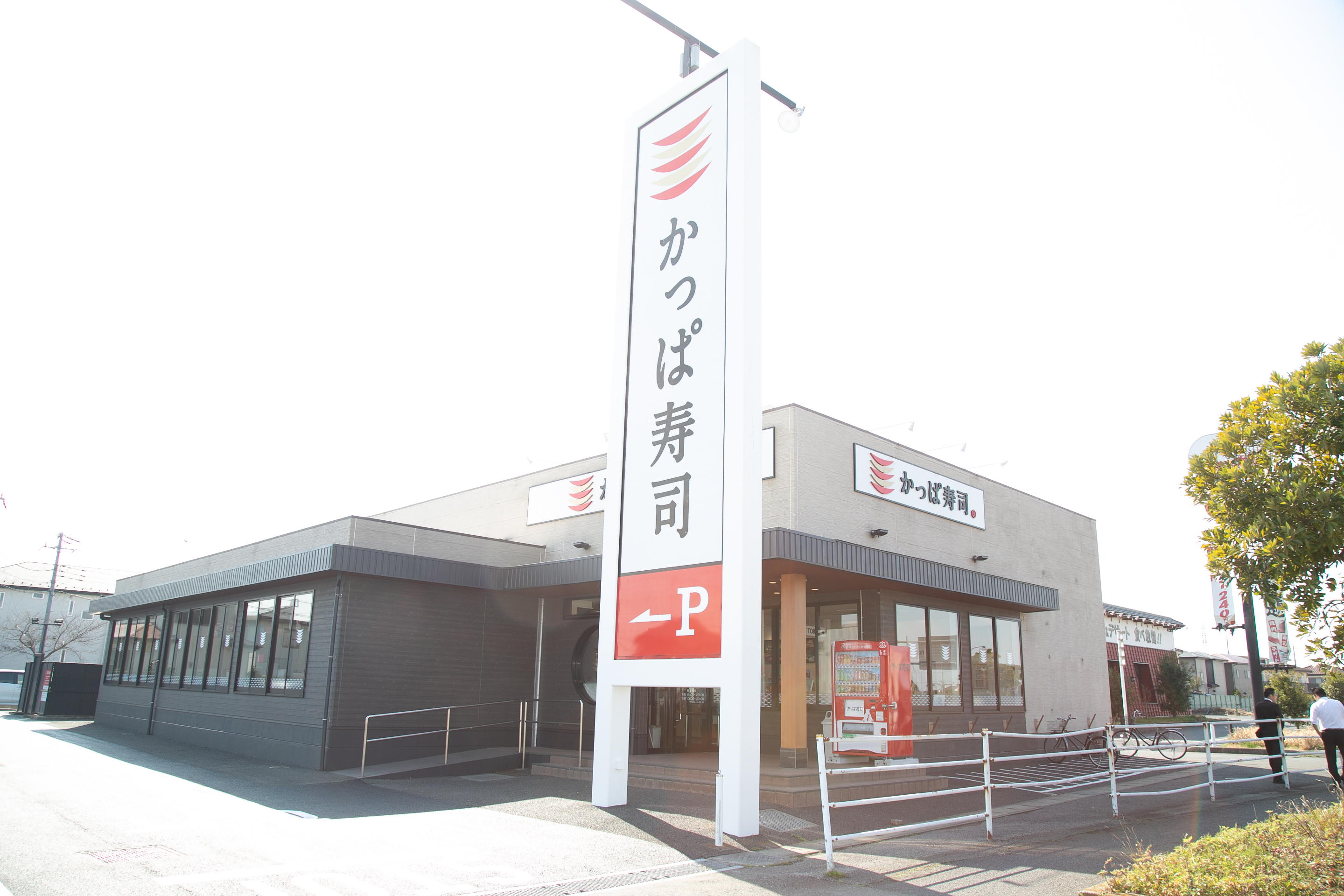
市原店（千葉県市原市）

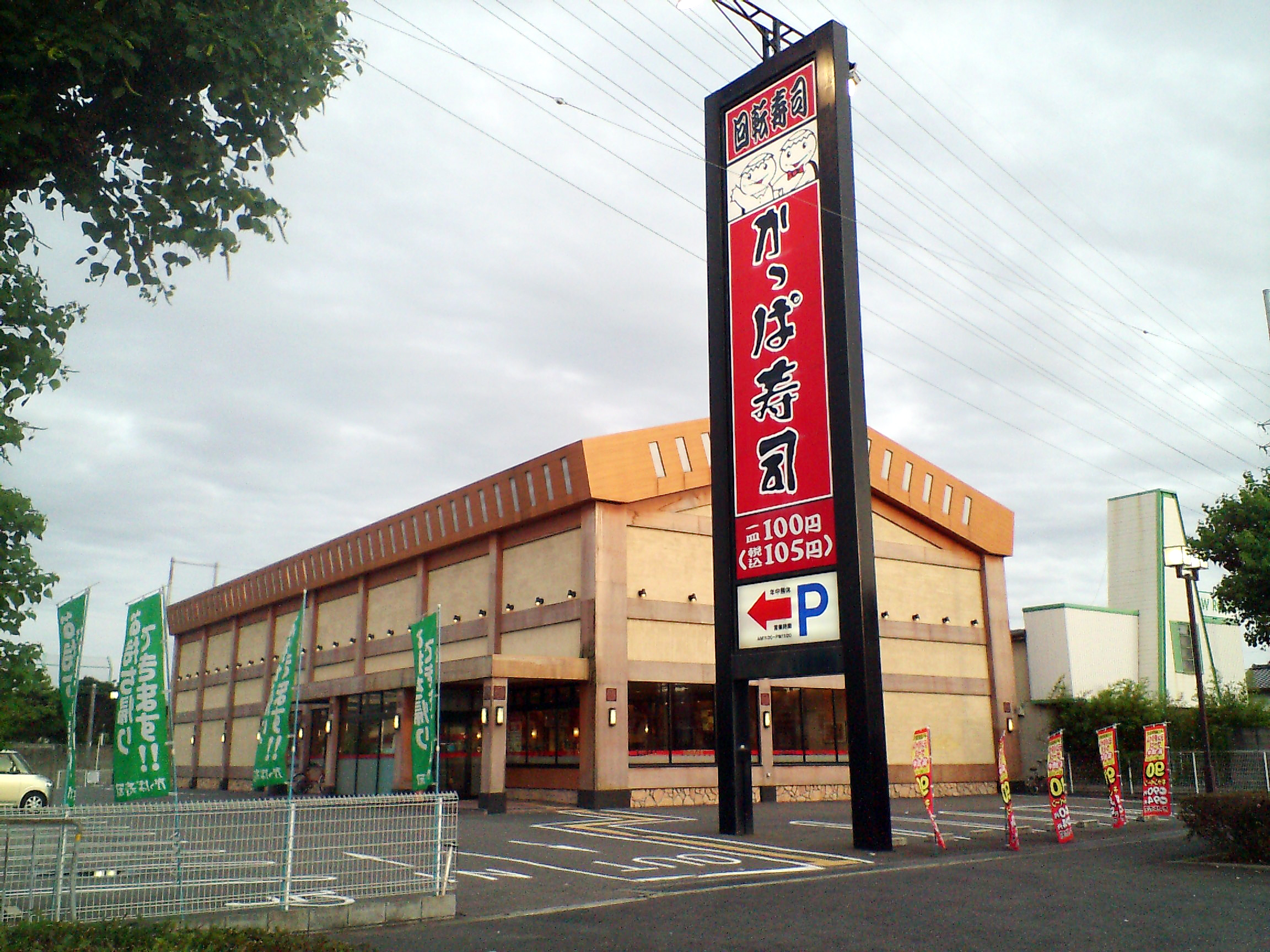
旧ロゴの看板
泉大津店（大阪府泉大津市）

現行店舗については、かっぱ寿司公式サイト「お店を探す」を参照。
出店地域は関東地方を中心に、東北地方・中部地方・近畿地方が中心であり、北海道・北陸3県と沖縄県には未出店である。四国には愛媛県や徳島県に数店舗あったが撤退した。中国地方（かつては島根県にもあったが撤退した）、九州（かつては長崎県にも1店舗あったが2020年6月30日に閉店した。佐賀県、宮崎県、鹿児島県の3県は未出店。）では店舗数が少ない。
以下の支払い方法が全店で利用可能。
- 現金、指定のクーポン（株主優待券など）
- クレジットカード
- 電子マネー：iD、楽天Edy、WAON、nanaco、交通系ICカード、中国銀聯
- ポイントカード：dポイント

### すし特急

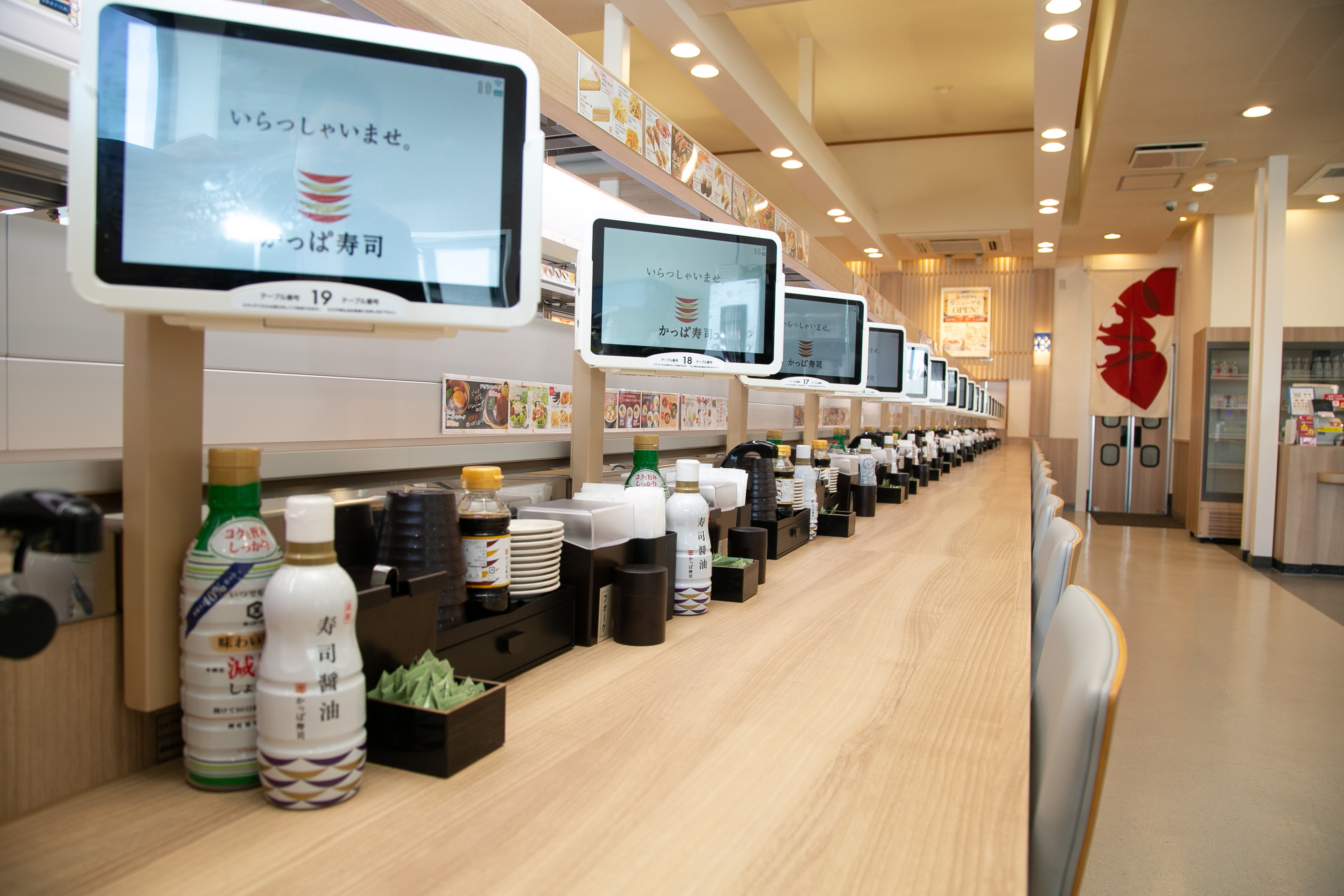
タッチパネル形式の店舗
市原店（リニューアル後）

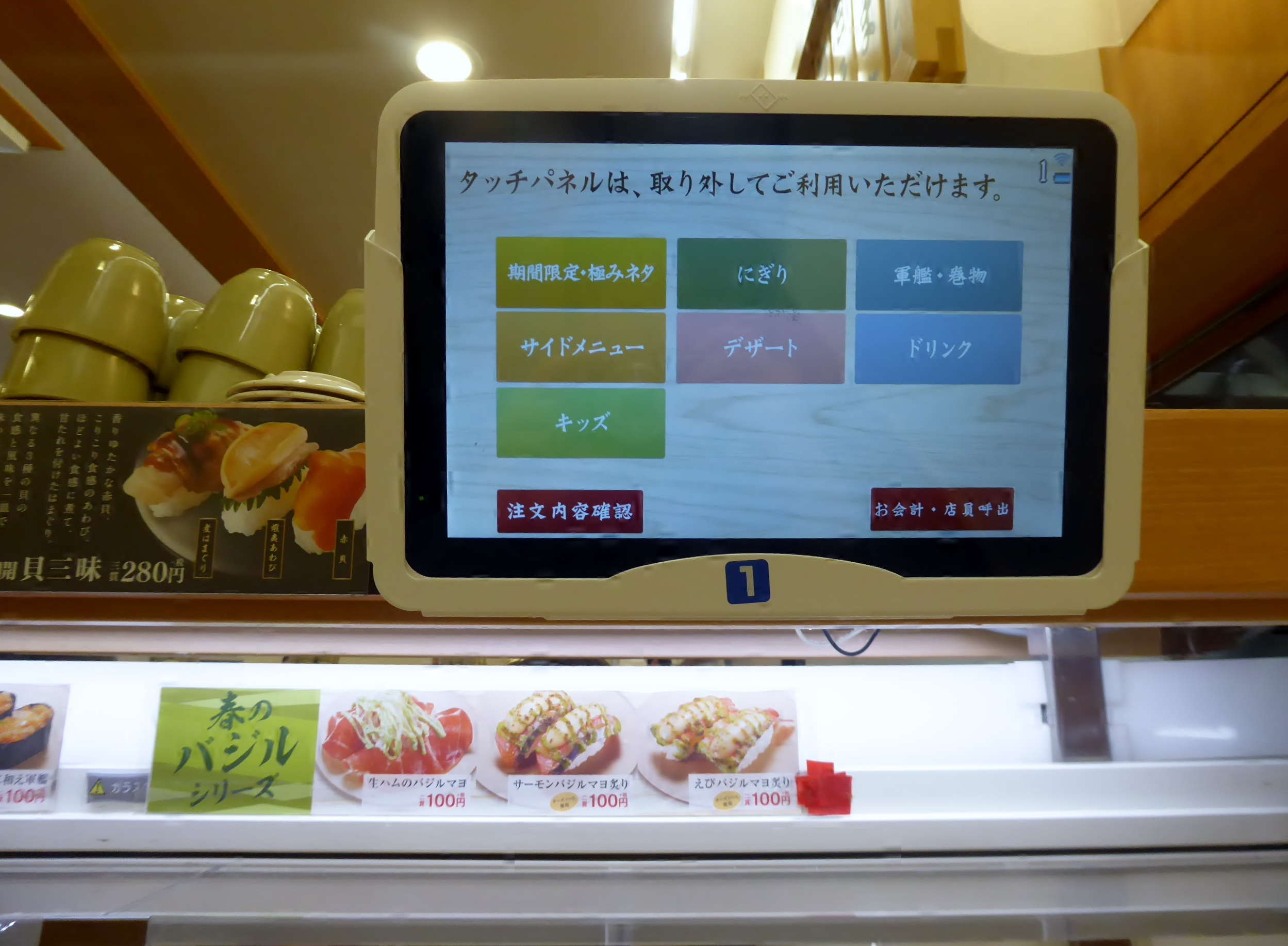
タッチパネルの注文画面

コロワイドグループ入り後の2015年3月より、かっぱ寿司の新タイプ店舗として階層式の高速レーン「すし特急」対応店をオープンしている。これは従来の寿司回転レーンを廃止して調理済みの寿司を流さず、全品を注文後に調理するタイプの店舗である。既存店舗でも注文の比率が高まっていることから、新鮮な商品の提供により顧客満足度を高め、人件費や廃棄率の削減などコスト改善を図る。また2階層以上の複数レーンによる提供で注文後の待ち時間を短縮するとともに、下段ではドリンクや椀物などの配膳を要する商品にも対応する。同年7月より「すし特急」対応店をさらに増やすことを発表し、既存店舗についても改装を進めるとした。

「すし特急」対応店では、注文した商品は「特急レーン」と呼ばれるレールの上を、新幹線型のトレイに乗せて客席まで運ばれる。トレイのデザインは700系やN700系、E5系などを模している。これは2013年に経営統合計画があったが撤回された元気寿司の「回転しない寿司」に類似したシステムで、「特急」の名称や新幹線型のトレイを用いる点も似ている。なお特急レーンの採用は元気寿司の方が早かった。
新店舗やリニューアル店舗では、注文にタッチパネル方式を採用しており、各客席に設置されたタッチパネル端末を客が操作して注文する。会計の際には、会計専用ボタンもしくはタッチパネルに表示されている会計ボタンを押すことで、店員が皿の枚数を確認に来る。

## メニュー

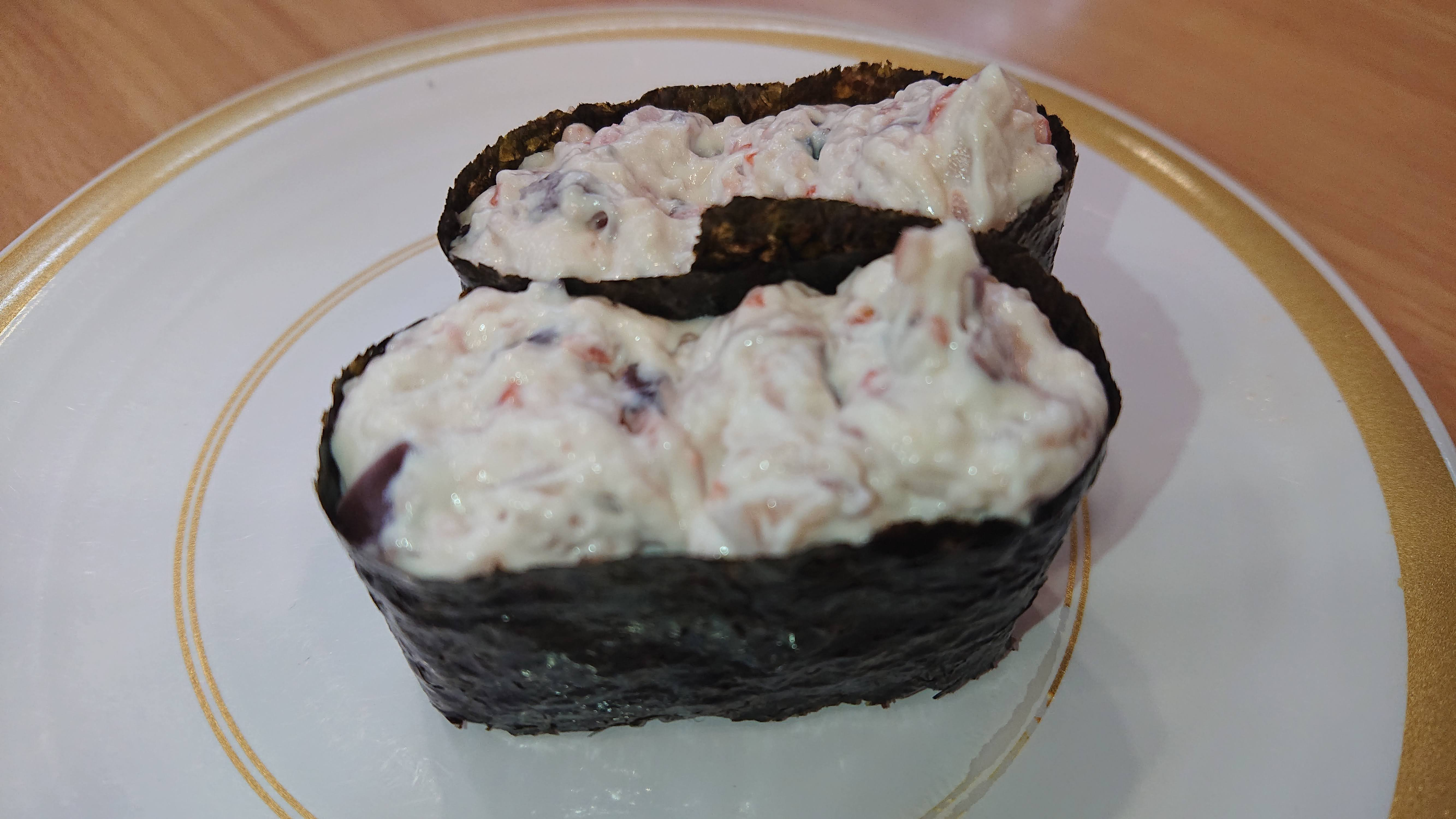
かっぱ寿司の看板メニュー「サラダ軍艦」

看板メニューは「サラダ軍艦」で、公式ホームページでもその旨紹介されている。「サラダ軍艦のためにかっぱ寿司が存在する」とも言われるほどの人気メニューであり、特に創業地の長野県で人気がある。フジテレビのバラエティー番組『めちゃ×2イケてるッ!』でナインティナインの矢部浩之が開発したコンビーフを載せた軍艦巻「コンビーフ軍艦」を正式メニューとして採用した時期もあった。これは三俣店（群馬県前橋市三俣町）のオープン時に撮影され、オープン記念メニューとして販売された。寿司以外にも期間限定でデザート商品「オカレモン」も販売された。2018年6月頃、期間限定メニュー「復活‼︎懐かしのコンビーフ軍艦」の名称で再び販売された。

### コラボ商品
2012年（平成24年）より、ミニストップとココストアの一部でかっぱ寿司とのコラボ商品が登場し、寿司を展開している弁当コーナーには専用のPOPも展開してた。かつてam/pmの関西地区フランチャイジーとして、カッパクリエイトが運営していたエーエム・ピーエム・関西でもかっぱ寿司とのコラボレーション商品が行われていたが、ファミリーマートへの経営統合による完全閉店により販売が終了していたが再開され、関西以外のファミリーマートでも販売している。なお、2016年10月にコーポレートロゴが変更された後も、かつてのロゴをそのまま使用している。

### 食べホー
一部店舗限定でWEB、アプリ予約限定で実施している。メニュータイプや実施時間は店舗によって異なり、制限時間は70分である。

## キャラクター
2016年10月のコーポレートロゴ変更までCMなどにも登場していたキャラクターは、かっぱ谷に暮らす兄妹カッパ「カーくん」と「パー子ちゃん」。2008年7月からは、ぬいぐるみ、文房具、おもちゃなどのオリジナルグッズが誕生した。公式サイトのキャラクターコーナーには「おとうさん」「おかあさん」「りゅうじんさま」が登場する。
- カーくん（カッパ年齢・5さい）：元気はつらつで明るく正義感あふれる男の子。ちょっとおっちょこちょいなのがたまにキズの、妹思いの兄。[要出典]
- パー子ちゃん（カッパ年齢・3さい）：頭はいいが、スポーツは苦手。いつも兄を助けるしっかりもので優しい女の子。甲羅がハート型になっている。[要出典]

コーポレートロゴ変更後はしばらく登場していなかったが、2018年2月16日にキャラクターの復活を発表。デザインは一新され、パー子ちゃんの体の色がピンク色になるなど大幅な変更が加えられた。デザイナーは「play set products」の中野シロウ。

## 関連会社
グループ企業
- 株式会社ジャパンフレッシュ - 子会社。回転寿司事業・ベンダー事業。

過去の関連会社
- 株式会社家族亭 - 株式の59.2%を保有していたが、2007年9月株式売却。
- 株式会社得得- 株式の28.42%を保有していたが、2007年5月株式売却。
- エーエム・ピーエム・関西 - 株式の90%を保有していたが、2011年4月ファミリーマートに吸収合併。
- カッパ・クリエイトコリア株式会社 - 回転寿司事業。株式の80%を保有していたが、2018年3月株式売却。

## スポンサー活動
過去の番組スポンサー
- 地球調査船アメディゾン
- ラジかるッ
- ぐるぐるナインティナイン
- 所さんの目がテン!
- SMAP×SMAP
- クイズ!ヘキサゴンII
- ミュージックステーション
- 宇宙兄弟

## 不祥事・その他
- 2007年（平成19年）3月8日のゼンショーとの提携発表に絡み、日本放送協会（NHK）の職員が株の不正取引を行っていたことが明らかになった。なお、この事件にカッパ・クリエイトの関係者は関与していない。
- 2021年（令和3年）、カッパ・クリエイト（カッパ）社長の田邊公己が同社顧問に着任した2020年11月からの2か月間、前職であるゼンショーホールディングスのグループ会社であるはま寿司の売上データをゼンショーの元同僚から受け取っていたとして、警視庁は不正競争防止法違反容疑で2021年6月28日にカッパ本社の家宅捜索を行ったことが同年7月5日に報じられた[32][33]。その後、2022年9月30日に警視庁生活経済課は不正競争防止法違反容疑で田邊とカッパ社員1人などを逮捕した[34][35]。これを受けて、田邊は同年10月3日付でカッパ社長を辞任し、同社取締役の山角豪が後任として就任した[36]。10月21日、東京地方検察庁は田邊ら2人と法人としてのカッパ・クリエイトを不正競争防止法違反の罪で起訴した[37]。東京地方裁判所は2023年5月31日に田邊に懲役3年、執行猶予4年、罰金200万円、2024年2月26日に元商品部長に懲役2年6か月、執行猶予4年、罰金100万円、カッパに罰金3000万円の有罪判決を言い渡した[38][39]。2023年12月27日、はま寿司は田邊とカッパ、コロワイドMDの3者に対して、5億円の損害賠償などを求めて東京地裁に提訴したことを発表した[40]。カッパと元部長は判決を不服として控訴したが、2024年10月9日に東京高等裁判所は1審判決を支持し、カッパと元部長の控訴を棄却した[41]。
- 2021年（令和3年）9月21日、同月26日に限りイートイン限定で寿司全品を半額で提供するキャンペーンの実施を発表[42]。しかしキャンペーン当日は日曜日ということもあり、入店までの待ち時間が「10時間」「20時間」と表示される、混雑により入店が困難となり周辺道路が渋滞する、一部店舗で来店者へのお詫びとして配布された後日来店時に半額となるクーポンがフリマアプリで高値で転売される、などの事態が発生した[43][44]。カッパ・クリエイトは翌9月27日、公式サイトに「想定以上の反響で各方面に多大なるご迷惑をお掛けする結果になった」とする謝罪文を掲載[45]した。